# Stenus ageus
Stenus ageus  (лат.) — вид жуков-стафилинидов из подсемейства Staphylininae. Распространён в Центральной и Северной Европе, на юге Бурятии, в Забайкалье, северной Монголии, Корее, Китае, Якутии и Северной Америке. Тело чёрное, с коричневатым оттенком, покрытое короткими волосками. Усики и ноги желтовато-коричневые, булава усиков и вершины бёдер тёмные.